# Równina Satmarsko-Berehowska
Równina Szatmarsko-Berehowska (węg. Szatmár-Beregi Sikság) - 
region geograficzny i etnograficzny we wschodnich Węgrzech, w Kraju Zacisańskim (Tiszántul), na Wielkiej Nizinie Węgierskiej.
Równina Szatmarsko-Berehowska stanowi tektoniczną nieckę, wypełnioną czwartorzędowymi osadami naniesionymi przez Cisę, Samosz, Krasnę i ich dopływy. Od zachodu sąsiaduje z wysoczyzną Nyírség, od której oddzielają ją Cisa i Krasna, natomiast przebieg jej pozostałych granic jest problematyczny, ponieważ jednorodna jednostka geomorfologiczna jest podzielona granicami państwowymi. Nazwę Równiny Szatmarsko-Berehowskiej nosi tylko jej część pozostająca w dzisiejszych granicach Węgier, część ukraińska (Beregi-sikság) nosi nazwę Niziny Zakarpackiej, a część rumuńska - (Szatmári-sikság) Równiny Samoszu. 
Równina Szatmarsko-Berehowska powstała w holocenie wskutek tektonicznego obniżenia północno-wschodniej części ówczesnego Nyírség. Wskutek zmiany wysokości terenu swój bieg skierowały tu Cisa, Samosz i ich dopływy, które dawniej płynęły wprost na zachód przez dzisiejszy (właściwy) Nyírség. Rzeki te zapełniły obniżenie swoimi osadami. Jeszcze obecnie sporą część Równiny Szatmarsko-Berehowskiej zajmują mokradła. Wzdłuż rzek ciągną się łąki i pastwiska, zaś wyżej położone tereny, pokryte tzw. czerwonymi glinami, zajmują pola uprawne. Między Samoszem a Krasną znajdowały się wielkie bagna Ecsed, obecnie osuszone i zamienione w ziemie uprawne. 
Tereny Równiny Szatmarsko-Berehowskiej leżały na granicy Księstwa Siedmiogrodu, dzięki czemu uniknęły zniszczeń podczas okupacji tureckiej. W wyniku podziału Węgier po traktacie w Trianon naturalne centra Równiny znalazły się poza granicami Węgier: Satu Mare w Rumunii, Użhorod, Mukaczewo i Berehowo na Ukrainie. Węgierska część Równiny jest pozbawiona większych ośrodków miejskich - na północy lokalnym centrum pozostaje miasteczko Vásárosnamény u ujścia Krasnej do Cisy, leżące na granicy Nyírség, a na południu - miasteczka Fehérgyarmat i Csenger. Na Równinie leżą krainy etnograficzne Tiszahát i Erdöhát. Obszar należy dziś do komitatu Szabolcs-Szatmár-Bereg.